# 風博士
「風博士」（かぜはかせ）は、坂口安吾の掌編小説である。1931年（昭和6年）6月1日発行の雑誌『青い馬』（岩波書店、1931年 - 1932年）第2号に掲載され、発表された。

## 概要
1930年（昭和5年）11月、24歳の坂口安吾が葛巻義敏、江口清らと創刊した同人誌『言葉』が翌1931年の第2号で廃刊となり、その後継誌『青い馬』を同年5月に創刊した。翌月1日の第2号に坂口が執筆、掲載した小説が『風博士』である。同作は、発表と同時に牧野信一から絶賛され、島崎藤村に賞賛された『黒谷村』とともに、坂口が「作家」として認められていくきっかけとなった作品のひとつとなった。
本作は、第二次世界大戦前に発表されたごく初期の作品であるが、坂口の死後もウェブブラウザ「風博士」のネーミングの由来となったり、翻案作品も創作されるなど根強い評価を得ている。
2005年2月17日に著者である坂口の没後50年が経過したため著作権が消滅し、現在、青空文庫で読むことができる。

## あらすじ
風博士の自殺を偽装した嫌疑をかけられている主人公が警察に対して、蛸博士との確執により風博士が自ら死を選んだこと、風博士が消えた状況から自殺は明白であること、などを語る様を滑稽に描くナンセンス作品。

## 書誌情報
同作の所収雑誌、書籍の一覧である。
- 『青い馬 第2号』、岩波書店、1931年6月1日　※初出
- 『黒谷村』、竹村書房、1935年
- 『風博士』、山河書院、1948年
- 『風博士・夜長姫と耳男』、ほるぷ出版、1985年
- 『日本探偵小説全集 10』、創元推理文庫、1985年 ISBN 4488400108
- 『昭和文学全集 12』、小学館、1987年 ISBN 4095680121
- 『坂口安吾全集 1』1989年 ISBN 4480024611
- ちくま日本文学全集『坂口安吾』、ちくま文庫、1991年 ISBN 448010206X
- 『木枯の酒倉から・風博士』、講談社文庫、1993年 ISBN 4061962159
- 『日本幻想文学集成 31』、富士川義之編、国書刊行会、1995年 ISBN 4336032416
- 『図書カードNo.42616 - 風博士』、青空文庫、2006年
- 『桜の森の満開の下・白痴 他12編』、岩波文庫、2008年 ISBN 9784003118221

## 翻案作品

### ラジオドラマ
『風博士〜坂口安吾「風博士より」〜』と題して1989年、別役実の作演出、中村伸郎、すまけい、高木均、高樹沙耶の出演、多田和弘の演出によりラジオドラマ化されている。同年5月27日にNHK-FM放送「FMシアター」で放送された。

### 舞台（2003年）
劇団21世紀FOXの第53回公演のタイトルも『風博士-KAZE HAKASE』（作北村想、演出肝付兼太、2003年）である。

### 舞台（2019年）
『シス・カンパニー公演 日本文学シアターVol.6【坂口安吾】「風博士」』と題し、シス・カンパニーと北村想が日本文学へのリスペクトを込めてオリジナル戯曲を上演する「日本文学シアター」シリーズの第6弾として、北村の脚本、寺十吾の演出で2019年11月から2020年1月にかけて東京・世田谷パブリックシアターおよび大阪・森ノ宮ピロティホールにて上演された。

#### キャスト
- 中井貴一
- 段田安則
- 吉田羊
- 趣里
- 林遣都
- 松澤一之
- 渡辺えり
- 内藤裕志
- 大久保祥太郎

#### スタッフ
- 作 - 北村想
- 演出 - 寺十吾
- 音楽 - 坂本弘道
- 企画・製作 - シス・カンパニー

#### 上演日程
- 2019年11月30日 - 12月28日、東京・世田谷パブリックシアター
- 2020年1月8日 - 13日 大阪・森ノ宮ピロティホール